# 守衛
守衛（しゅえい）とは、主に施設等の警備を行う者のこと。門の出入り口に配置される守衛は、特に門衛（もんえい）と呼ばれることもある。職務内容は施設警備の警備員に近いが、法律上の位置付けは後述のように警備員とは大きく異なる。

## 警備員との違い
守衛と警備員との違いは、守衛がその施設、土地建物の管理者に直接雇用され、保安・警備業務を行う者であるのに対し、警備員は他人の需要に応じて契約し、配置されている点である。他者からの依頼要請を受けた警備業者によって配置されるのが警備員である。この際、警備員は「派遣」されてはいるが、警備業は請負業であり、労働者派遣法上の派遣業とは全く別の業種であるため、派遣先（役所や商業施設、工場など）の命令指揮系統下にない点に注意が必要である。
警備員は他人の需要に応じ契約された範囲内で権限の委託を受ける。また警備員は警備業法による規制を受け、法律および関連諸規則の規定に従った制服や護身用具を身に付けるが、守衛はその管理者に直接雇用され保安・警備業務を行うためこの警備業法による各種の縛りが無い。
また、守衛は警備業法の規制を受けないため、警備員が受けなければならない法定研修なども受ける必要がない。
主として役所・役場で使用しているので、時間外収受の各種届出書類を預かることも業務の一つである（受理・不受理は直近の執務時間に各々の所管部署で決定される）。

## 守衛の装備品の例
施設警備の警備員とほぼ同じ。
- 制服・制帽
- 警笛
- 鍵
- 鍵紐（鍵束を紛失しないために肩章から吊るしたり、ベルトに繋いだりする紐）
- 鍵携行用箱（キーケース、ベルトポーチ）
- 無線機
- 懐中電灯